# Eoin Jess
Eoin Jess (ur. 13 grudnia 1970 w Portsoy) – piłkarz szkocki grający na pozycji napastnika.

## Kariera klubowa
Karierę piłkarską Jess rozpoczął w Rangers F.C., jednak nie zdołał zadebiutować w barwach tego klubu w szkockiej Premier League i w 1987 roku odszedł do Aberdeen F.C. W sezonie 1988/1989 zaliczył swój debiut w lidze, ale miał mały udział w wywalczeniu wicemistrzostwa Szkocji. W latach 1990, 1991, 1993 i 1994 także zostawał wicemistrzem kraju. W 1990 roku zdobył też Puchar Ligi Szkockiej. W Aberdeen grał do lutego 1996 roku.
Za czasów gry w Aberdeen Jess był bliski przejścia do włoskiej Parmy, ale ostatecznie w lutym 1996 roku został zawodnikiem angielskiego Coventry City, do którego przeszedł za 1,75 miliona funtów. W Premiership zadebiutował 24 lutego w zremisowanym 0:0 domowym spotkaniu z Middlesbrough F.C. Pobyt w Coventry był dla Eoina nieudany. Przez półtora roku Szkot strzelił tylko jedną bramkę w lidze i zaliczył jedno samobójcze trafienie w meczu z Manchesterem United.
3 lipca 1997 Jess wrócił do Aberdeen, które zapłaciło za niego 700 tysięcy funtów. Tam odzyskał swoją skuteczność jednak nie osiągnął z Aberdeen większych sukcesów poza występami w finałach Pucharu Szkocji i Pucharu Ligi Szkockiej. 29 grudnia 2000 Jess został wypożyczony do Bradford City, a 1 stycznia 2001 w debiucie przeciwko Leicester City (2:1) zdobył gola. W całym sezonie strzelił 3 gole, jednak Bradford spadło do Division One. Latem został wykupiony przez "The Bantams" i przez rok grał w barwach tego klubu na zapleczu Premiership zdobywając 14 bramek.
9 sierpnia 2002 roku Jess przeszedł do innego klubu z Division One, Nottingham Forest. 14 sierpnia zdobył bramkę w debiucie przeciwko Preston North End (2:2). Przez 3 lata był podstawowym zawodnikiem Forest, ale strzelił dla tego klubu tylko 7 bramek. W 2005 roku odszedł do Northampton Town. W 2006 roku wywalczył awans z League Two do League One, a w 2007 roku zakończył piłkarską karierę.
| Sezon   | Klub              | Kraj    | Rozgrywki      | Mecze | Bramki |
| ------- | ----------------- | ------- | -------------- | ----- | ------ |
| 1988/89 | Aberdeen F.C.     | Szkocja | Premier League | 2     | 0      |
| 1989/90 | Aberdeen F.C.     | Szkocja | Premier League | 11    | 3      |
| 1990/91 | Aberdeen F.C.     | Szkocja | Premier League | 27    | 13     |
| 1991/92 | Aberdeen F.C.     | Szkocja | Premier League | 39    | 12     |
| 1992/93 | Aberdeen F.C.     | Szkocja | Premier League | 31    | 12     |
| 1993/94 | Aberdeen F.C.     | Szkocja | Premier League | 41    | 6      |
| 1994/95 | Aberdeen F.C.     | Szkocja | Premier League | 25    | 1      |
| 1995/96 | Aberdeen F.C.     | Szkocja | Premier League | 25    | 3      |
| 1995/96 | Coventry City     | Anglia  | Premiership    | 12    | 1      |
| 1996/97 | Coventry City     | Anglia  | Premiership    | 27    | 0      |
| 1997/98 | Aberdeen F.C.     | Szkocja | Premier League | 34    | 9      |
| 1998/99 | Aberdeen F.C.     | Szkocja | Premier League | 36    | 14     |
| 1999/00 | Aberdeen F.C.     | Szkocja | Premier League | 26    | 5      |
| 2000/01 | Aberdeen F.C.     | Szkocja | Premier League | 14    | 1      |
| 2000/01 | Bradford City     | Anglia  | Premiership    | 17    | 3      |
| 2001/02 | Bradford City     | Anglia  | Division One   | 45    | 14     |
| 2002/03 | Nottingham Forest | Anglia  | Division One   | 32    | 3      |
| 2003/04 | Nottingham Forest | Anglia  | Division One   | 34    | 2      |
| 2004/05 | Nottingham Forest | Anglia  | Championship   | 20    | 2      |
| 2005/06 | Northampton Town  | Anglia  | League Two     | 38    | 1      |
| 2006/07 | Northampton Town  | Anglia  | League One     | 26    | 1      |

## Kariera reprezentacyjna
W reprezentacji Szkocji Jess zadebiutował 18 listopada 1992 roku w zremisowanym 0:0 meczu eliminacji do Mistrzostw Świata w USA z Włochami. W 1996 roku został powołany przez selekcjonera Craiga Browna na Euro 96. Tam wystąpił jedynie w przegranym 0:2 spotkaniu z Anglią. Ostatni mecz w kadrze narodowej rozegrał w czerwcu 1999 przeciwko Czechom (2:3). Łącznie wystąpił w niej 18 razy i strzelił 2 bramki.